# Wreckin’ 2004
Wreckin’ 2004 – wspólny album amerykańskich raperów Lil’ Keke’a i Big Hawka. Jest trzecim wspólnym albumem Keke i pierwszy Hawka. Został wydany 6 stycznia, 2004 roku.

## Lista utworów
| #  | Tytuł            | Wykonawcy                                          | Czas |
| -- | ---------------- | -------------------------------------------------- | ---- |
| 1  | Intro: Get Ready | Lil’ Keke                                          | 0:47 |
| 2  | Wreckin' 2K4     | Lil’ Keke                                          | 3:26 |
| 3  | Hit 'Em          | Lil’ Keke, Big Hawk & Garcia                       | 3:52 |
| 4  | Catch a Square   | Lil’ Keke, Big Hawk & Mussilini                    | 4:04 |
| 5  | Mix It Up        | Big Hawk, Garcia, Kevo & Lyrical 187               | 4:19 |
| 6  | Hustle           | Lil’ Keke, Head (z Botany Boyz), Big Hawk & Garcia | 3:49 |
| 7  | Understand       | Lil’ Keke, Big Hawk & Garcia                       | 4:35 |
| 8  | No Matter What   | Lil’ Keke, Big Hawk & Garcia                       | 4:45 |
| 9  | We Did That      | Lil’ Keke, Big Hawk & Garcia                       | 3:16 |
| 10 | Don’t Cry        | Lil’ Keke, Rod & The Cobras                        | 4:02 |
| 11 | Da Real (Skit)   | Rod & The Cobras                                   | 1:16 |
| 12 | Who U R          | Mack Biggers                                       | 5:28 |
| 13 | Out Of Luck      | Lil’ Keke, Kevo, Big Hawk & Garcia                 | 4:30 |
| 14 | Stop Bullshit    | Lil’ Keke, Big Pokey, Big Hawk & Garcia            | 3:33 |
| 15 | We Smash         | Lil’ Keke                                          | 4:05 |
| 16 | Issue            | Lil’ Keke & Mussilini                              | 3:29 |
| 17 | Warriors         | Mussilini, Big Hawk & Garcia                       | 4:06 |
| 18 | Outro: Feel That | Rod and The Cobras                                 | 0:55 |